# La Flèche Wallonne 2009
Den 73. udgave af La Flèche Wallonne blev afholdt den 22. april 2009. Davide Rebellin vandt for tredje gang i karrieren foran Team Saxo Banks Andy Schleck.

## Charleroi-Huy, 200 km
22-04-2009
|    | Rytter             | Hold                    | Tid     |
| -- | ------------------ | ----------------------- | ------- |
| 1  | Davide Rebellin    | Diquigiovanni-Androni   | 4:42.15 |
| 2  | Andy Schleck       | Team Saxo Bank          | + 0.02  |
| 3  | Damiano Cunego     | Lampre                  | s.t.    |
| 4  | Samuel Sanchez     | Euskaltel-Euskadi       | + 0.07  |
| 5  | Cadel Evans        | Silence-Lotto           | s.t.    |
| 6  | Thomas Lövkvist    | Team Columbia-High Road | s.t.    |
| 7  | Alejandro Valverde | Caisse d'Epargne        | + 0.11  |
| 8  | Simon Gerrans      | Cervélo TestTeam        | s.t.    |
| 9  | Michael Albasini   | Team Columbia-High Road | s.t.    |
| 10 | Rinaldo Nocentini  | Ag2r-La Mondiale        | + 0.15  |